# Postupice
Obec Postupice se nachází v okrese Benešov ve Středočeském kraji. Žije zde přibližně 1 500 obyvatel. Ve vzdálenosti 9 km severozápadně leží město Benešov a 9 km východně město Vlašim. Obcí protéká říčka Chotýšanka, která je levostranným přítokem řeky Blanice.

## Členění obce
Postupice se dělí na 16 částí, které leží na sedmi katastrálních územích:
- Postupice – části Postupice a Lhota Veselka
- Čelivo – části Čelivo a Buchov
- Jemniště – části Jemniště, Lísek a Sušice
- Milovanice – části Milovanice a Holčovice
- Nová Ves u Postupic – části Nová Ves, Miroslav a Vrbětín
- Pozov – části Pozov a Mokliny
- Roubíčkova Lhota – části Roubíčkova Lhota a Dobříčkov

## Historie
Název obce Postupice je patronymického původu a podobně jako Postupim (něm. Potsdam) odkazuje na dnes již neznámé jméno zakladatele Postupa či N(e)ostupa. První písemná zmínka o obci pochází z roku 1205, kdy zde Vchyna daroval statek Ostrovskému klášteru. Ve 14. století zde byl farní kostel, jehož patrony byli Kostkové z Postupic. První z nich, Zdeněk, se ještě roku 1379 psal  z Křemenic. V letech 1387–1396 se s ním setkáváme jako s patronem v Postupicích, roku 1400 věnoval hojnou almužnu benešovskému klášteru, v němž založil každodenní mši a slavné služby za své předky. Naposledy se připomíná roku 1401. Jeho starší syn Vilém roku 1406 obdařil zdejšího faráře novými platy. Od roku 1410 až do své smrti proslul jako válečník, napřed bojoval v Prusích a později v řadách vojska pod obojí. Od roku 1415 sem jmenoval kněze s bratrem Zdeňkem, kterému Postupice postoupil, když získal Hrádek, Litomyšl a další zboží. Jak dlouho Kostkové Postupice drželi, není známo.
V letech 1526–1536 byl pánem na Postupicích Václav Popovský z Bezejovic. Ten nechal zapsat svůj statek Postupice své manželce Alžbětě z Talmberka ale tak, aby ona po jeho smrti (1540) zapsala polovici tohoto statku jeho bratrovi Přechovi. Alžběta tak dlouho nečinila, až k tomu byla donucena zemským soudem. Držela tedy roku 1542 polovici pusté tvrze v Postupicích  s příslušným zbožím a druhá polovice připadla roku 1550 Magdaléně, dceři Přecha a manželce Kryštofa Skuhrovského.Tuto polovici prodali její dědici roku 1574 Pavlovi Malovcovi z Libějovic.
Druhá polovina Postupic se dostala Adamovi Předborovi z Radešína a jeho sestře Anně. Ti se o ni sice roku 1566 dělili, ale hned poté Anna bratrovi svou polovinu postoupila. Ten ji pak držel až do své smrti. Až jeho dcera Lidmila Říčanská z Radešína prodala Postupice roku 1580 Pavlovi Malovci, který tak měl od tohoto roku v majetku celý statek. Posledním svým pořízením odkázal Postupice své manželce Anně z Říčan tak, aby po její smrti přešly na Pavla z Říčan a roku 1584 zemřel. A protože Anna zemřela již roku 1586, dostal se Pavel záhy k dědictví. Držel Postupice až do roce 1593, a pak je připsal své manželce Anežce roz. z Hodějova. Ta je již roku 1596 postoupila Janovi nejstaršímu z Říčan a na Popovicích. Ještě toho roku je držel Mstidruh Malovec z Malovic.
Roku 1598 je koupil Jiří z Talmberka. V držení tohoto rodu zůstaly Postupice více než sto let. Po Jiřím následoval syn Jan, který všechno své jmění odkázal roku 1663 bratru Františkovi z Talmberka a na Vlašimi. Když se roku 1665 jeho synové dělili o pozůstalost, připadl Jankov a Postupice synu Rudolfovi. Ten je prodal roku 1694 svému bratru Janovi Fr. Kryštofovi biskupovi Hradeckému. Po jeho smrti roku 1698 dědil vše jeho nezletilý synovec Jan František. Nedlouho poté byly Postupice přikoupeny k Jemništi.
Za Ferdinanda Františka z Říčan byly Postupice v roce 1711 povýšeny na městečko s právem dvou výročních trhů a roku 1712 zde byla založena papírna. V roce 1793 bylo rozhodnuto založit v Postupicích textilní podnik. Vhodnou budovu poskytla zrušená papírna koupená od posledního papírníka Františka Geislera. Výstavba továrny byla dokončena v roce 1795. Vyráběl se zde bělený i tištěný kartoun. Když Jindřich hrabě z Rottenhanu zrušil v Červeném Hrádku (u Chomutova) přádelnu, převedl výrobu příze do nově postavené přádelny v údolí u Postupic na místě zvaném „Podlesí“. Postavena byla v letech 1803–1804. Pro samé Postupice znamenala tato podnikatelská činnost období rozkvětu. Počet domů se od začátku průmyslové výroby zdvojnásobil a počet obyvatel během jednoho století (1712–1817) vzrostl téměř osminásobně, z 97 na 738 osob.
V roce 1863, když se začala zvyšovat cena bavlny jako důsledek války Severu proti Jihu v USA a vzniklý nedostatek a zdražení suroviny udělaly tečku za tímto podnikáním v Postupicích. Obec ihned pocítila důsledek zastavení činnosti. Odrazilo se to i v počtu obyvatel. Zatímco v roce 1859 měly Postupice 1 126 obyvatel, klesl jejich počet během jednoho roku na 1 054 osob, v roce 1868 na 938 a stačily pouhé dva roky, aby počet obyvatel byl jen 766. Velkostatek Jemniště–Postupice by v roce 1868 prodán hraběti Zdenku ze Šternberka a kromě vynucených přestávek je v majetku této rodiny zámek Jemniště dodnes.

### Územněsprávní začlenění
Dějiny územněsprávního začleňování zahrnují období od roku 1850 do současnosti. V chronologickém přehledu je uvedena územně administrativní příslušnost obce v roce, kdy ke změně došlo:
- 1850 země česká, kraj České Budějovice, politický a soudní okres Benešov[8]
- 1855 země česká, kraj Tábor, soudní okres Benešov
- 1868 země česká, politický a soudní okres Benešov
- 1939 země česká, Oberlandrat Tábor, politický i soudní okres Benešov[9]
- 1942 země česká, Oberlandrat Praha, politický i soudní okres Benešov[10]
- 1945 země česká, správní i soudní okres Benešov[11]
- 1949 Pražský kraj, okres Benešov[12]
- 1960 Středočeský kraj, okres Benešov
- 2003 Středočeský kraj, okres Benešov, obec s rozšířenou působností Benešov

### Rok 1932
V městysi Postupice (750 obyvatel, poštovní úřad, telegrafní úřad, telefonní úřad, četnická stanice, katol. kostel) byly v roce 1932 evidovány tyto živnosti a obchody: lékař, bednář, cukrář, drogerie, 2 holiči, 4 hostince, kolář, 2 kováři, 6 krejčí, hospodářský lihovar Sternberský, výroba lihovin, malíř, mlýn, obuvník, 2 pekaři, obchod s peřím, pila Sternbergová, 3 řezníci, sedlář, sklenář, 4 obchody se smíšeným zbožím, Okresní záložna hospodářská v Benešově, Spořitelní a záložní spolek pro Postupice, trafika, truhlář, 2 velkostatky (Mensdorf-Pouilly, Sternbergová), zámečník, 2 obchody se zvěřinou a drůbeží.
V obci Jemniště (přísl. Lísek, Sušice, 353 obyvatel, samostatná obec se později stala součástí Postupic) byly v roce 1932 evidovány tyto živnosti a obchody: cihelna, 3 hostince, pokrývač, 2 rolníci, 2 obchody se smíšeným zbožím, trafika, truhlář, velkostatek Sternberg, zahradnictví.
V obci Nová Ves (přísl. Kopaniny, Miroslav, 363 obyvatel, samostatná obec se později stala součástí Postupic) byly v roce 1932 evidovány tyto živnosti a obchody: 3 hostince, 3 koláři, kovář, mlýn, 2 obuvníci, 2 rolníci, řezník, obchod se smíšeným zbožím, 2 švadleny, 2 trafiky.
Ve vsi Pozov (přísl. Babčice, Budkov, Hliňánky, Mokliny, Pecínov, 288 obyvatel, samostatná ves se později stala součástí Postupic) byly v roce 1932 evidovány tyto živnosti a obchody: cihelna, 2 hostince, kovář, 3 rolníci, řezník, trafika, velkostatek Škvor.
V obci Roubíčkova Lhota (přísl. Dobříčkov, 225 obyvatel, samostatná obec se později stala součástí Postupic) byly v roce 1932 evidovány tyto živnosti a obchody: hostinec, kolář, kovář, rolník, trafika, 2 velkostatky.

### První festival druhé kultury
V místní sokolovně proběhl 1. září 1974 hudební koncert ukončený Státní bezpečností, výslechy a zatýkáním. Událost byla oficiálně pořádaná jako oslava Arnošta a Jaroslavy Hanibalových a vystoupily na ní skupina The Plastic People of the Universe a dále DG 307, Svatopluk Karásek a Karel Soukup. Událost byla dodatečně nazvána První festival druhé kultury a je považována za jeden z významných mezníků v dějinách této nezávislé kultury nazývané underground.

## Pamětihodnosti
- Kostel svatého Martina
- Kaplička
- Zámek Jemniště
- Pamětní deska Svatopluka Čecha na staré škole
- Náměstí Svatopluka Čecha

## Doprava
Dopravní síť

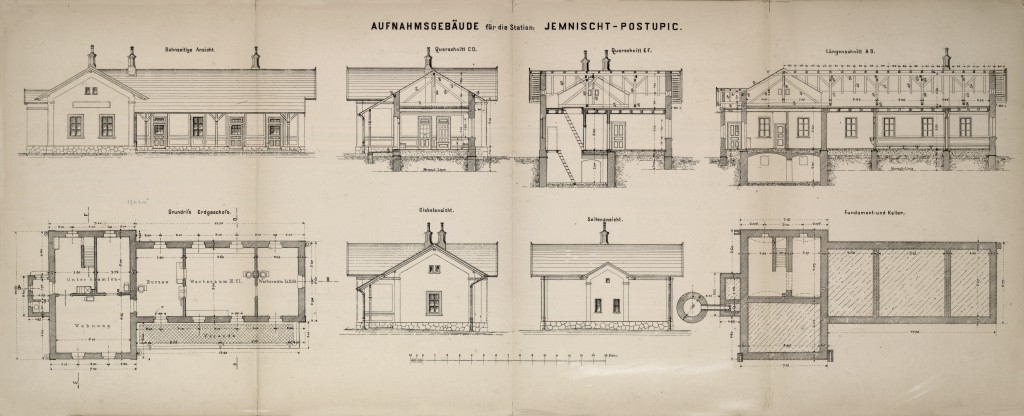
Postupice, historický výkres nádražní budovy

- Pozemní komunikace – Do obce vedou silnice III. třídy.
- Železnice – Obec protíná železniční trať 222 Benešov u Prahy - Vlašim - Trhový Štěpánov. Je to jednokolejná regionální trať, mezi Benešovem a Vlašimí byla zahájena doprava roku 1895. Na území obce leží železniční zastávka Dobříčkov, železniční stanice Postupice a železniční zastávka Lhota Veselka.

Veřejná doprava 2012
- Autobusová doprava – V obci zastavovaly autobusové linky jedoucí např. do těchto cílů: Benešov, Čechtice, Ledeč nad Sázavou, Mladá Vožice, Popovice, Vlašim.
- Železniční doprava – Po trati 222 mezi Benešovem a Vlašimí jezdilo v pracovních dnech 15 osobních vlaků, o víkendu 8 osobních vlaků.

## Turistika
- Cyklistika – Územím obce vedou cyklotrasy č. 0068 Čerčany - Struhařov - Jemniště - Pozov - Popovice - Jankov, č. 0069 Benešov - Postupice - Vlašim - Pravonín, č. 0072 Postupice - Chotýšany - Divišov - Český Šternberk a č. 0094 Neveklov - Bystřice - Pozov - Postupice.

- Pěší turistika – Obcí vedou turistické trasy  Benešov - Postupice - Louňovice pod Blaníkem - Mladá Vožice,  Postupice, nádraží - Kamenná Lhota - Bedřichovice a  Postupice - Miroslav - Tomice.

## Osobnosti
- Svatopluk Čech (1846–1908), český spisovatel, v Postupicích prožil dětství a chodil do místní školy

## Fotografie

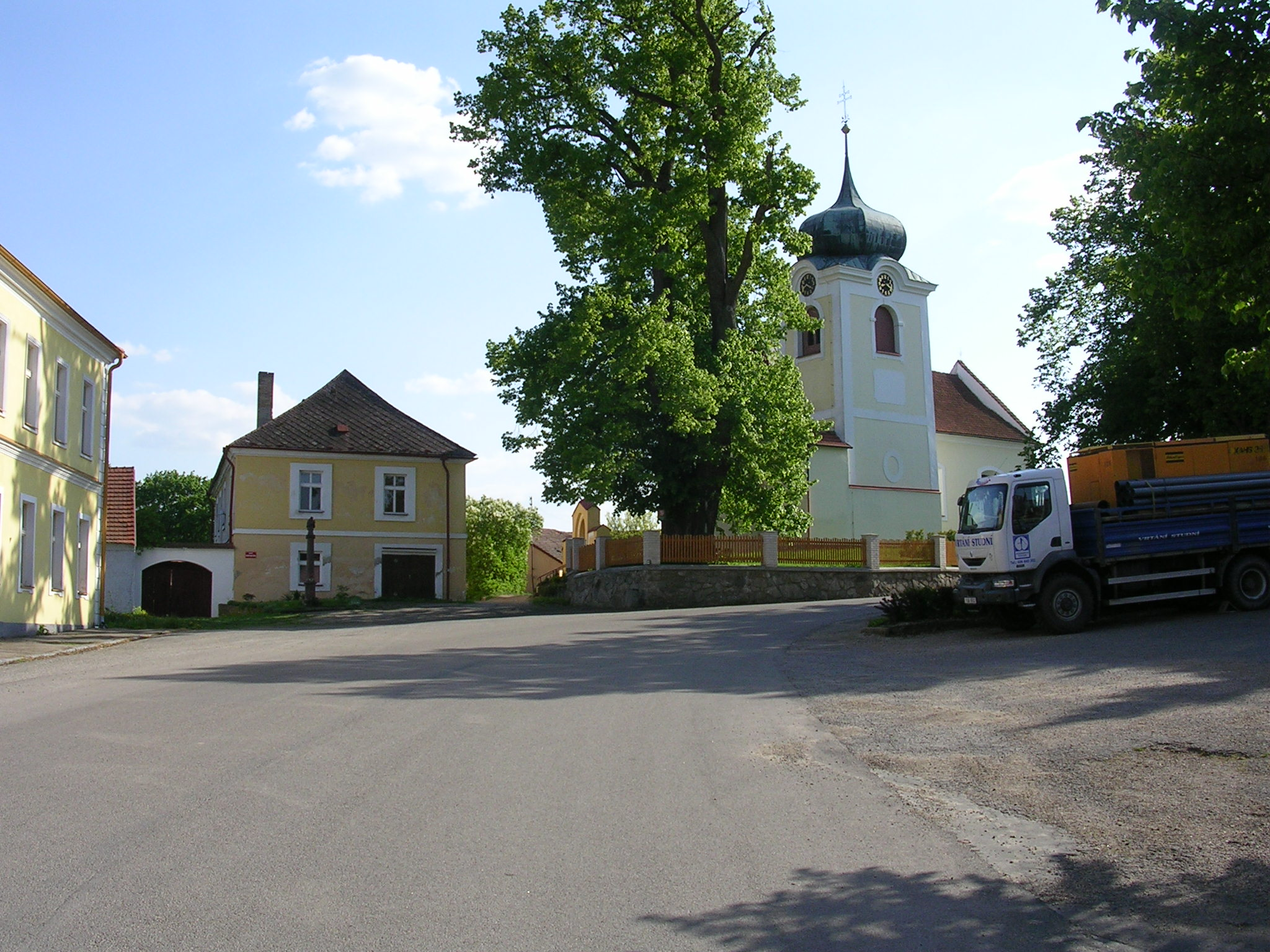
Náměstí Svatopluka Čecha a kostel svatého Martina
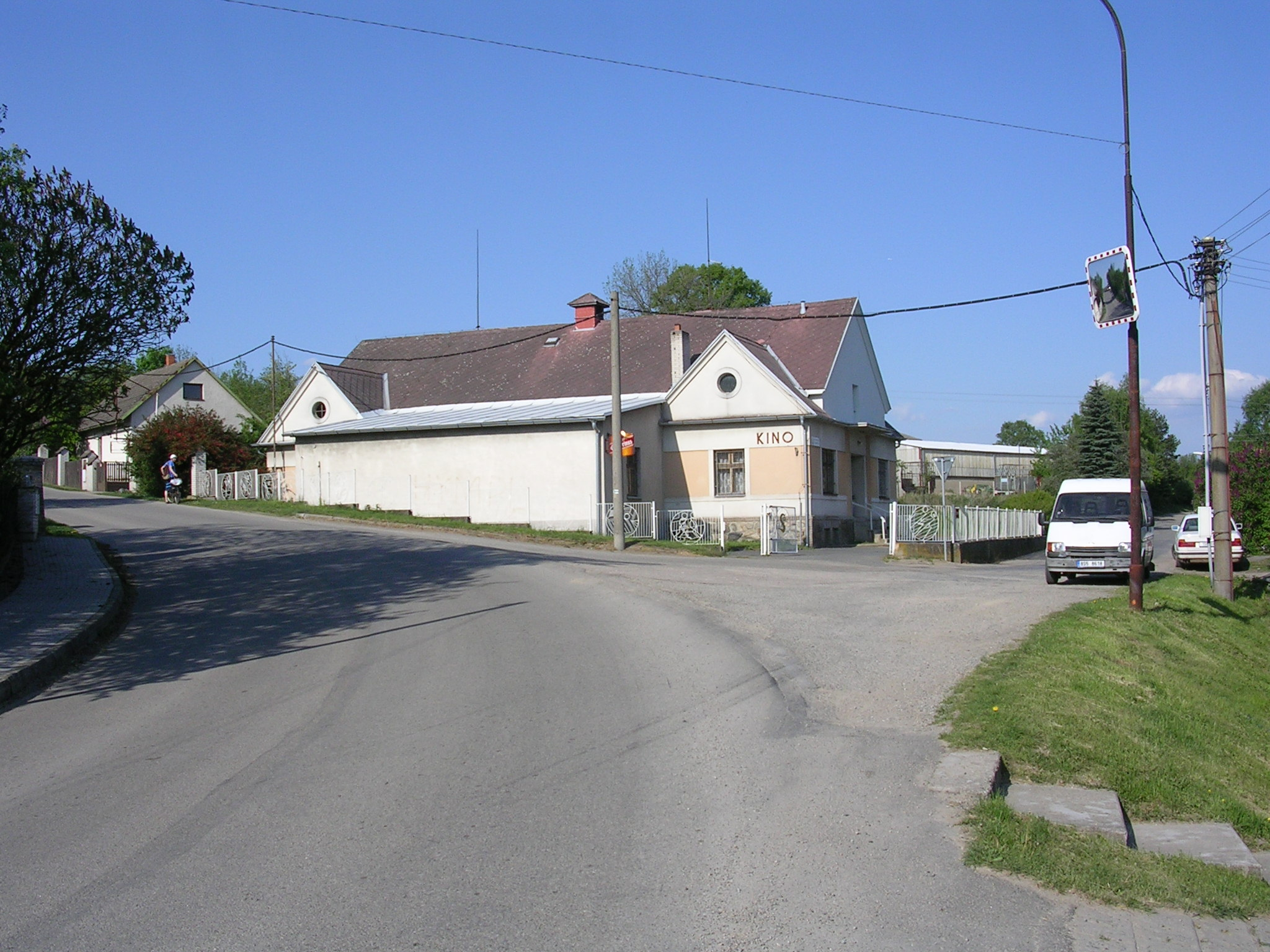
Kino u sokolovny
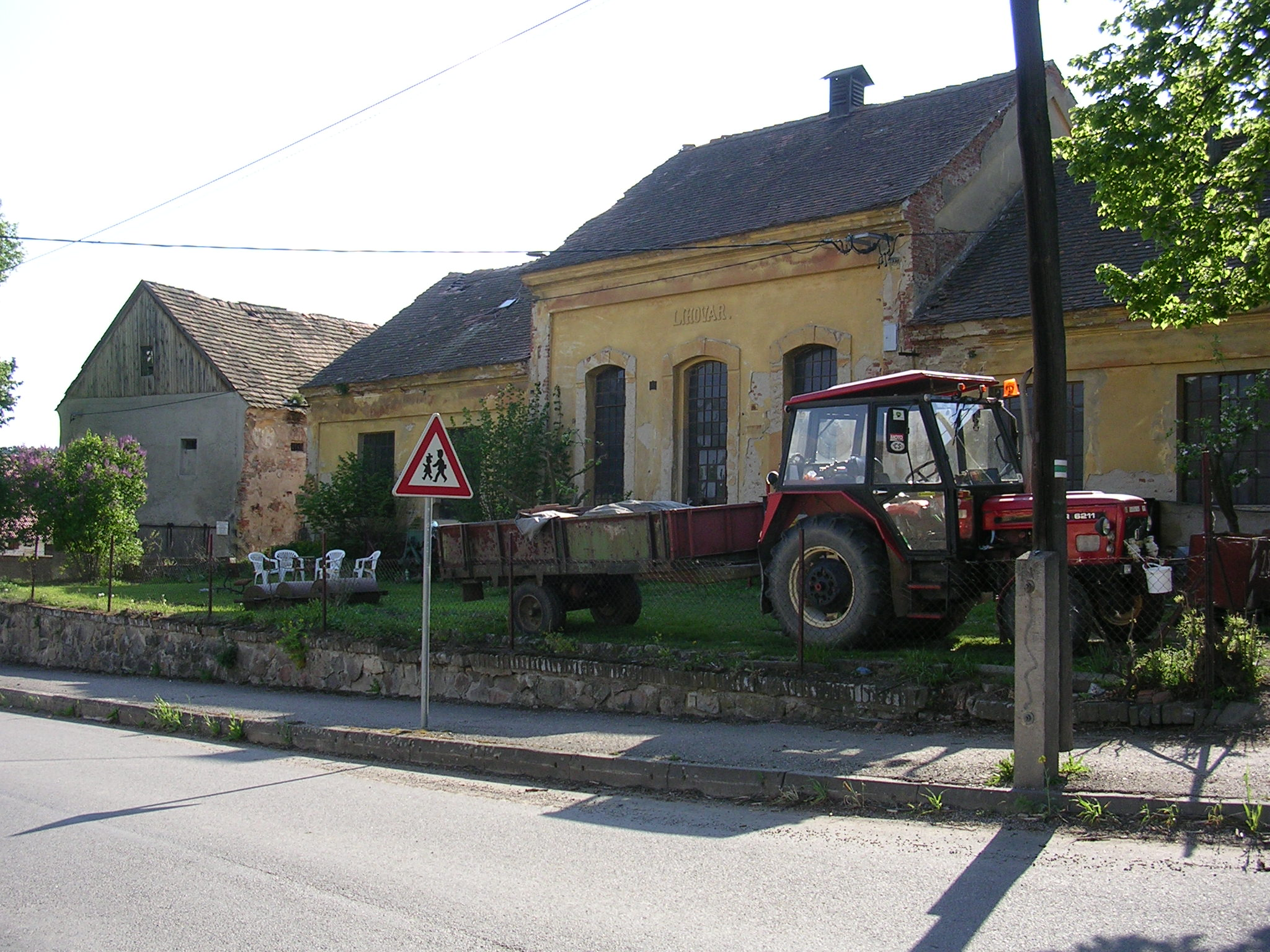
Bývalý lihovar
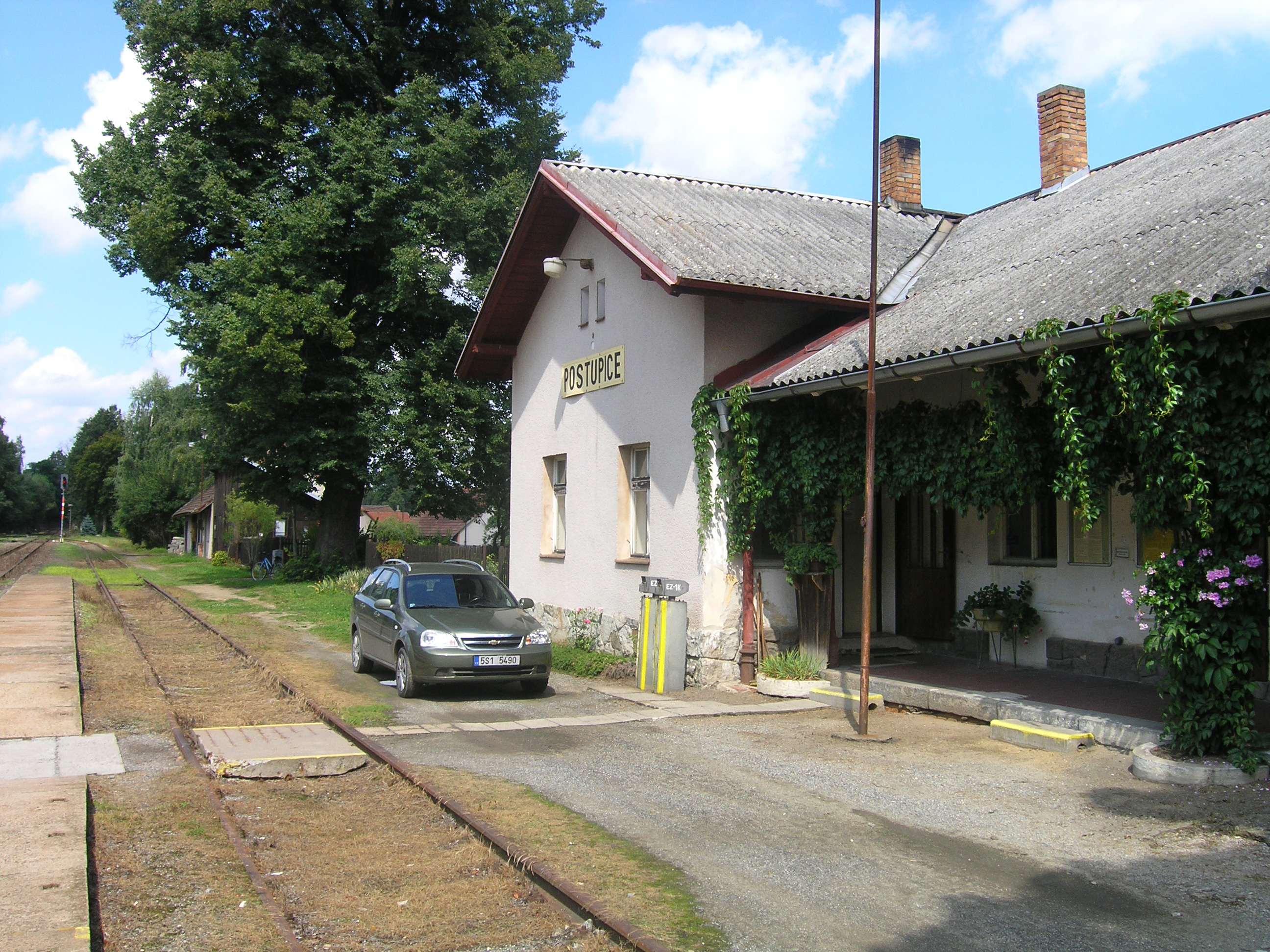
Nádraží ležící u místní části Lísek
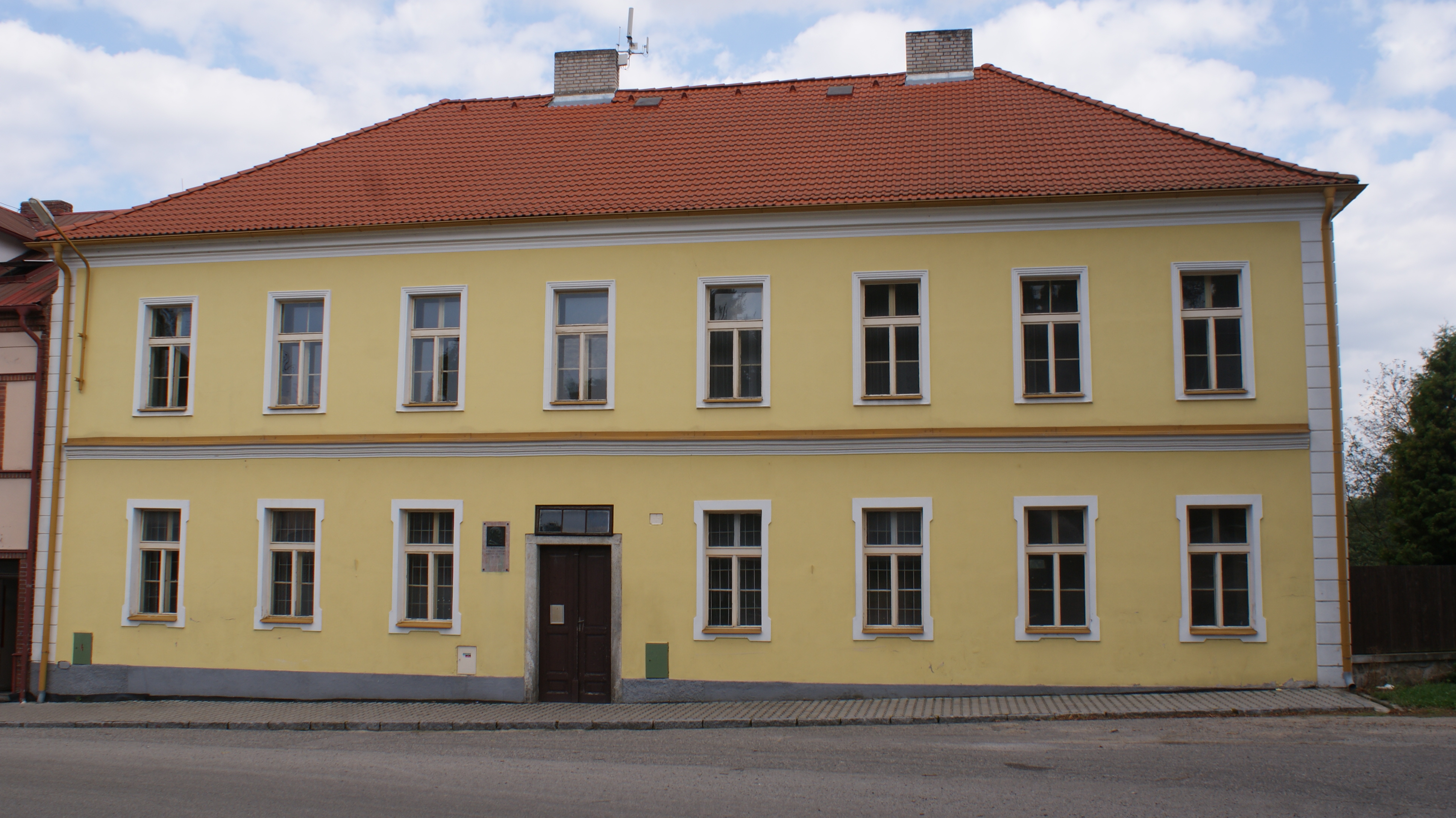
Škola v Postupicích, kam Čech chodil poprvé
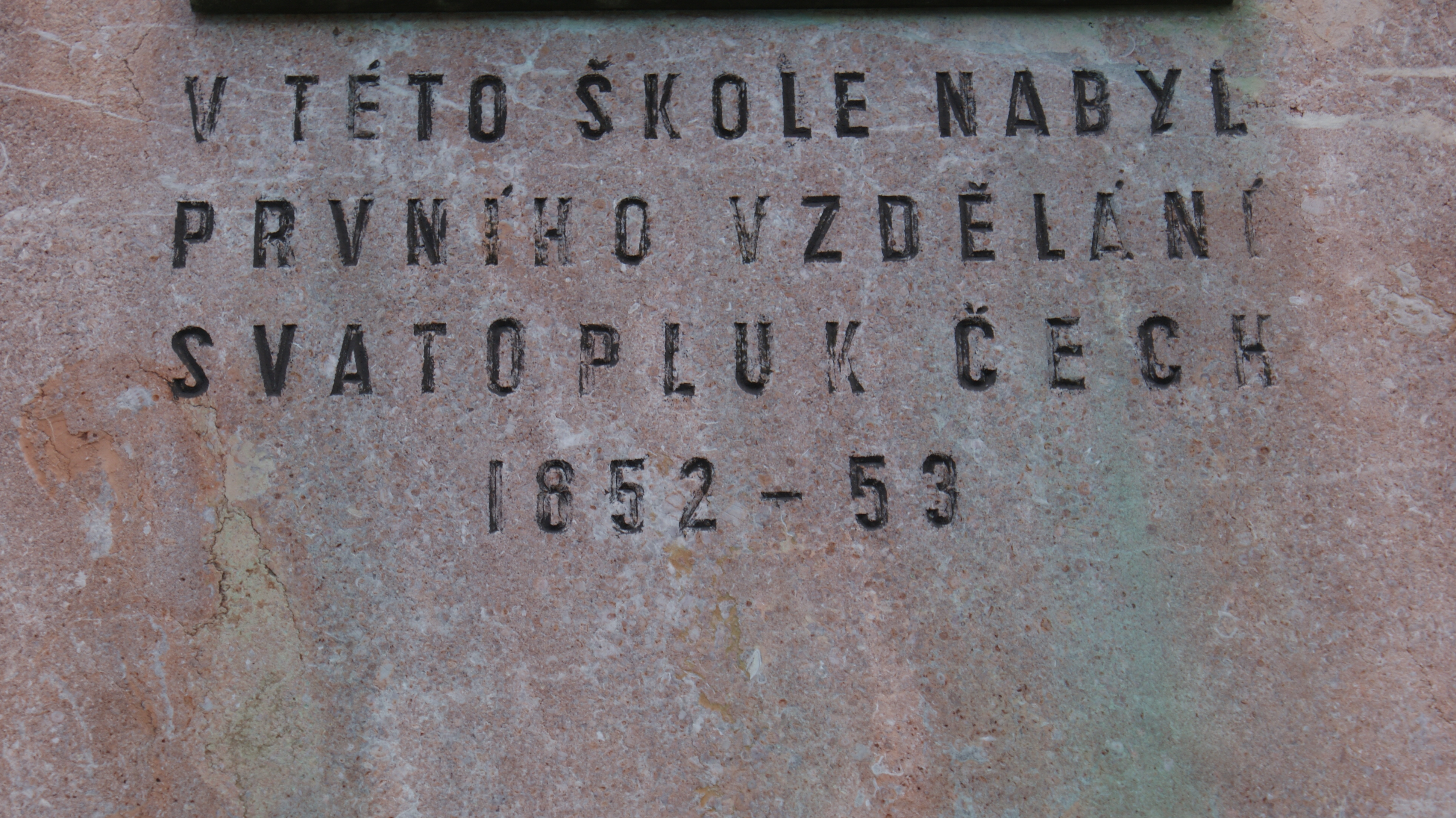
Pamětní deska na základní škole v Postupicích